# (7810) 1981 DE
(7810) 1981 DE là một tiểu hành tinh vành đai chính. Nó được phát hiện bởi Henri Debehogne và Giovanni de Sanctis ở Đài thiên văn La Silla ở Chile, ngày 26 tháng 2 năm 1981.